# Канадско-чилийские отношения
Канадско-чилийские отношения — двусторонние дипломатические отношения между Канадой и Чили. 

## История
В 1818 году Чили объявили о своей независимости от Испанской империи, которая была признана в 1844 году. В 1892 году было открыто чилийское консульство в канадском городе Ванкувере. В 1885 году было открыто консульство в Квебеке, в 1907 году в Брантфорде, в 1923 году в Монреале. В эти годы Канада не имела дипломатического представительства в Чили, так как она являлась частью Британской империи и внешняя политика была прерогативой Лондона. В 1931 году Канада получила право на самостоятельное установление дипломатических отношений после принятия Вестминстерского статута. После начала Второй мировой войны правительство Канады начало устанавливать дипломатические отношения со странами Латинской Америки. В 1941 году Канада и Чили подписали первое коммерческое соглашение, а также установили дипломатические отношения. В июле 1942 года Чили открыли дипломатическую миссию в Оттаве, а у Канады появилась дипломатическая миссия в Сантьяго. В июне 1944 года обе страны повысили статус своего дипломатического представительства до уровня посольств.
11 сентября 1973 года президент Чили Сальвадор Альенде был отстранен от власти в результате государственного переворота под руководством генерала Аугусто Пиночета. Вскоре после переворота несколько граждан Чили прибыли в посольство Канады в Сантьяго для получения статуса беженца. Сотрудники посольства Канады Марк Долгин и Дэвид Адам приняли решение пустить 16 чилийцев в посольство (в то время посол находился в Аргентине). Около месяца чилийцы жили в посольстве, а затем им было разрешено покинуть Чили и переехать жить в Канаду. В период с 1973 по 1990 год в Канаду прибыло примерно 7000 беженцев из Чили. В 2016 году страны отметили 75-летие со дня установления дипломатических отношений.

## Экономические отношения
В 1996 году Канада и Чили подписали соглашение о свободной торговле. В 2016 году объем товарооборота между странами составил сумму 2,4 млрд. долларов Канады. Экспорт Канады в Чили: оборудование, химикаты, зерновые культуры, масла и минеральные продукты. Экспорт Чили в Канаду: медь, драгоценные камни и металлы (в основном золото и серебро), фрукты, рыба и морепродукты (в основном лосось) и напитки (в основном вино). В 2015 году Канада инвестировала 15 миллиардов канадских долларов в экономику Чили.